# 中國鋁業
中国铝业集团有限公司（英語：Aluminum Corporation of China，缩写：CHINALCO），简称中铝集团，是中华人民共和国一家主要從事铝、铜、稀有稀土及相关有色金属矿产品、冶炼产品、加工产品、碳素制品的生产、销售業務的特大型中央企业。

## 历史
中国铝业集团有限公司前身是1999年经国务院批准，中国有色金属工业总公司撤消后组建的中国铝业集团公司。2000年7月，中国铝业集团公司撤销。2000年8月成立中国铝业公司筹备组，筹备组组长郭声琨，副组长熊维平。2001年2月中国铝业公司（簡稱中铝公司）正式成立。
2014年9月15日，中铝公司总经理孙兆学因涉嫌严重违纪违法，接受组织调查。2016年1月，此前担任国家电力投资集团公司副总经理的余德辉任中国铝业公司总经理、董事、党组副书记职务，补上孙兆学被调查的缺口。
2014年10月20日，中央组织部副部长王京清宣布葛红林接替熊维平担任中国铝业公司董事长。
2017年12月16日，中国铝业公司更名为中国铝业集团有限公司。

## 历任管理层

### 中铝集团董事长
- 熊维平（2013年10月 - 2014年10月）
- 葛红林（2014年10月 - 2019年10月）
- 姚林（2019年10月 - 2022年7月）
- 段向东（2023年01月 - ）

### 历任总经理
- 郭声琨（2001年2月 - 2004年4月）
- 肖亚庆（2004年4月 - 2009年2月）
- 熊维平（2009年2月 - 2013年10月）
- 孙兆学（2013年10月12日 - 2014年9月15日）
- 余德辉（2016年1月12日 - 2020年11月9日）

### 中铝股份董事长
- 葛红林（2015年2月 - 2016年2月）
- 卢东亮（2019年2月 - 2020年5月）
- 董建雄（2023年9月 - ）

## 组织架构
根据有关规定，中铝集团设置（控股）下列机构（企业）：

### 总部内设机构
- 中央纪委国家监委驻中铝集团纪检监察组
- 办公室（党组办公室、董事会办公室、外事办公室）
- 战略投资部（招投标管理监督办公室）
- 资本运营部
- 人力资源部
- 财务产权部
- 运营优化部（改革办公室）
- 科技创新部
- 安全环保健康部（煤炭安全管理部）
- 党群工作部
- 审计部
- 法律合规部
- 巡视办公室

### 直属（控股）企业
铝
- 中国铝业股份有限公司
- 中铝矿业有限公司
- 中铝中州铝业有限公司
- 中铝集团山西交口兴华科技股份有限公司
- 宁夏银星能源股份有限公司
- 中铝宁夏能源集团有限公司
- 甘肃华鹭铝业有限公司
- 中铝山西新材料有限公司
- 包头铝业有限公司
- 中铝国际贸易集团有限公司
- 中铝郑州有色金属研究院有限公司
- 云南铝业股份有限公司
- 中铝山东有限公司、山东铝业有限公司
- 兰州铝业有限公司

铜
- 中国铜业有限公司
- 云南铜业股份有限公司
- 云南驰宏锌锗股份有限公司
- 青海鸿鑫矿业有限公司
- 中铝洛阳铜加工有限公司
- 云南铜业科技发展股份有限公司
- 中铜华中铜业有限公司
- 中铜（昆明）铜业有限公司
- 中铝洛阳铜业有限公司
- 云南冶金昆明重工有限公司
- 云南铜业房地产开发有限公司
- 昆明冶金研究院有限公司
- 中铜（上海）铜业有限公司
- 云南铜业压铸科技有限公司
- 中铜矿产资源有限公司

工程技术
- 中铝国际工程股份有限公司
- 中铝山东工程技术有限公司
- 中铝国际（天津）建设有限公司
- 中色十二冶金建设有限公司
- 九冶建设有限公司
- 中国有色金属工业第六冶金建设有限公司
- 中国有色金属工业昆明勘察设计研究院有限公司
- 中国有色金属长沙勘察设计研究院有限公司
- 中色科技股份有限公司
- 洛阳有色金属加工设计研究院有限公司
- 长沙有色冶金设计研究院有限公司
- 贵阳铝镁设计研究院有限公司
- 沈阳铝镁设计研究院有限公司

资产经营
- 中铝资产经营管理有限公司

产业金融
- 中铝资本控股有限公司
- 中铝财务有限责任公司
- 中铝保险经纪（北京）股份有限公司

高端制造
- 中铝高端制造股份有限公司
- 贵州中铝彩铝科技有限公司

环保节能
- 中铝环保节能集团有限公司

创新开发
- 中铝创新开发投资有限公司

智能科技
- 中铝智能科技发展有限公司

海外发展
- 中铝海外发展有限公司

## 中国铝业股份有限公司
中国铝业股份有限公司（英語：Aluminum Corporation of China Limited；港交所：2600、：ACH、上交所：601600），简称中國鋁業、中鋁，是中国唯一的氧化铝生产商，同时也是中国规模最大的原铝生产商。中国铝业的主要运营资产包括四家一体化的氧化铝和原铝生产厂、两家氧化铝厂、一家电解铝厂和一家研究院。

### 沿革
中国铝业股份有限公司的H股在2001年12月在香港交易所掛牌，當時招股的定價是1.37港元。該公司後來以合併山東鋁業及蘭州鋁業所發行的12.367億A股，於2007年4月30日在上海证券交易所掛牌。A股發售價為6.6元人民幣。
2007年6月13日中鋁斥資8.6億美元收購了加拿大秘魯銅業公司（Peru Coppe Inc.）的全部股權以及特羅莫克銅礦（Toromocho）的開發權。
2008年6月10日起，中鋁獲納入恆生指數成份股（藍籌股），直至2013年3月4日起，中鋁被剔出恆生指數成份股（藍籌股）。
2012年4月2日中國鋁業以9.253億加元（約71.987億港元），收購蒙古煤礦商南戈壁資源最多 60%權益；每股作價約 65.97港元
2012年4月23日中國鋁業以23.9億港元（合3.079億美元）的價格收購永暉焦煤股份有限公司 29.9%的權益
成為永暉焦煤最大的單一股東
中國鋁業於2012年8月11日及13日分別向中投信托及中銀投資收購寧夏發電集團11.88%及23.42%股權，作價共約20.23億元人民幣。交易完成後，中鋁將持有寧夏發電共35.3%股權，成為最大股東。
2013年10月15日中國鋁業向母公司中鋁公司，出售其持有西非鐵礦企業中鋁鐵礦的65%股權，作價，達20.7億美元（161.46億港元）。

### 財務情况
- 2006年12月31日止財務年度的純利為117億多元人民幣。
- 2010年12月31日止財務年度的純利約7.78億元人民幣。

## 外部連結
- 中国铝业